# Emilia Bottas
Emilia Bottas (z domu Pikkarainen, ur. 11 października 1992 w Vantaa) – fińska pływaczka, specjalizująca się w stylu motylkowym, dowolnym i zmiennym.
Wicemistrzyni Europy na krótkim basenie z Chartres w sztafecie 4 × 50 m stylem zmiennym oraz brązowa medalistka z Eindhoven w sztafecie 4 × 50 m stylem dowolnym.
Uczestniczka Igrzysk Olimpijskich z Pekinu (46. miejsce na 100 m stylem motylkowym) oraz z Londynu (29. miejsce na 100 m motylkiem, 27. miejsce na 200 m delfinem oraz 33. miejsce na 200 m stylem zmiennym).
Od 2016 do 2019 roku żona kierowcy Formuły 1 – Valtteriego Bottasa.